# بين مويرهيد
بين مويرهيد (بالإنجليزية: Ben Muirhead)‏ هو لاعب كرة قدم بريطاني في مركز الوسط، ولد في 5 يناير 1983 في دونكاستر في المملكة المتحدة. لعب مع برادفورد سيتي ومانشستر يونايتد ونادي دونكاستر روفرز ونادي روتشديل ونادي كينغز لين ونادي هاروجيت تاون.

## وصلات خارجية
- بين مويرهيد على موقع قاعدة بيانات كرة القدم.إي يو (الإنجليزية)
- بين مويرهيد على موقع Soccerbase.com (لاعب) (الإنجليزية)